# Rękaw (osada)
Rękaw (Rukaw) – dawna osada leśna, obecnie uroczysko w Polsce, położone w województwie podlaskim, w powiecie białostockim, w gminie Michałowo, na południowych rubieżach wsi Brzezina, przy samej granicy z Białorusią.
W latach 1921–1939 osada należała do gminy Świsłocz w powiecie wołkowyskim w województwie białostockim. W 1921 roku zamieszkiwało ją 17 osób (9 mężczyzn i 8 kobiet) w dwóch budynkach. Wszyscy byli narodowości polskiej, w tym 8 wyznania rzymskokatolickiego, a 9 prawosławnego. 16 października 1933 utworzono gromadę Dobrowola w gminie Świsłocz, składającą się z miejscowości Dobrowola (wieś), Dobrowola (osada), Koniuchowo, Piesiec, Rękaw, Szafarnia i Zarkowszczyzna.
Miejscowość położona była w charakterystyczym wąskim międzyrzeczu między górną Narwią a jej dopływem Pszczółką, w miejscu ujścia Pszczółki do Narwi. Specyficzne położenie osady Rękaw w tym odległym, zachodnim „rękawie” gminy Świsłocz sprawiło, że po wytyczeniu wschodniej granicy z ZSRR po wojnie Rękaw – jako jedyna miejscowość gminy Świsłocz – pozostał w granicach Polski. Położenie w strefie przygranicznej sprawiło, że miejscowość została wyludniona. Po Rękawie nie pozostało nic, oprócz wykarczowanego placu nad Pszczółką.
Najbliższy przystanek kolejowy to Cisówka (ok. 2,8 km). Najbliższy dostęp od drogi wiodącej od wieży widokowej w Maruszce, przez zaporę melioracyjną i przempompownię w Siemieniakowszczyźnie do Babiej Góry (52°53'49.7"N 23°53'44.2"E) (ok. 1,8 km).
Zobacz też: gmina Szymki